# ピアノソナタ第12番 (モーツァルト)

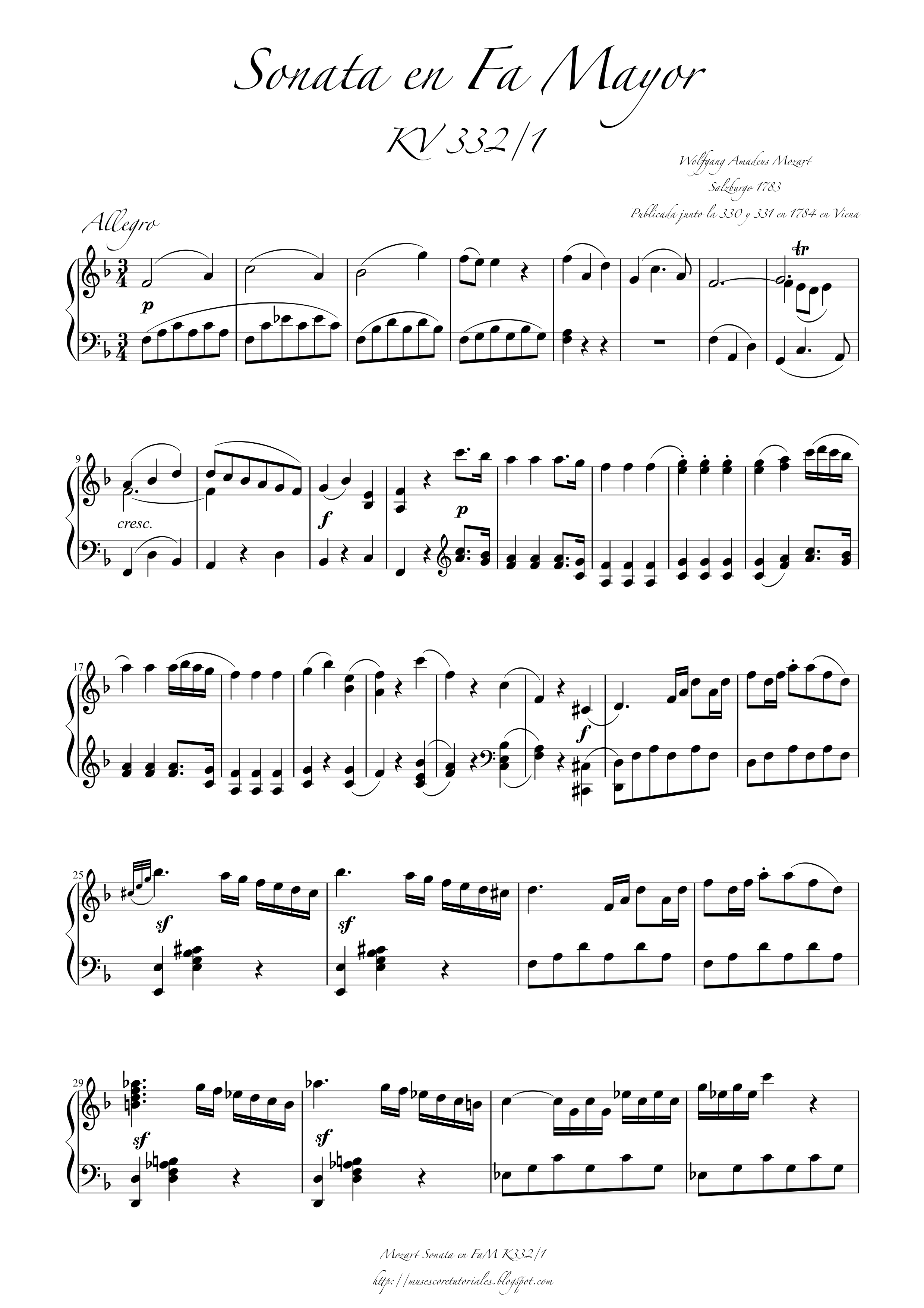

ピアノソナタ第12番 ヘ長調 K. 332 (300k) は、ヴォルフガング・アマデウス・モーツァルトが作曲したピアノソナタである。

## 作曲
1783年にウィーンかザルツブルクで作曲されたといわれ、第10番ハ長調 K. 330(300h)や第11番イ長調 K. 331(300i)と同年に作曲された作品とされる。

## 曲の構成
- 第1楽章 アレグロ
ヘ長調、4分の3拍子、ソナタ形式。
お使いのブラウザーでは、音声再生がサポートされていません。音声ファイルをダウンロードをお試しください。
- 第2楽章 アダージョ
変ロ長調、4分の4拍子、発展部を欠いたソナタ形式。
お使いのブラウザーでは、音声再生がサポートされていません。音声ファイルをダウンロードをお試しください。
第1楽章の速い曲とは対照的に、ゆっくりとした楽章。左手のアルベルティ・バスに乗って右手が上昇音階の動機を歌う。作者の好んだコロラトゥーラが随所に現れる。
- 第3楽章 アレグロ・アッサイ
ヘ長調、8分の6拍子、ソナタ形式。
お使いのブラウザーでは、音声再生がサポートされていません。音声ファイルをダウンロードをお試しください。
明るく華やかな曲想で、非常に速く駆け巡るように奏される。